# Podlužany (district de Levice)
Podlužany (hongrois : Berekalja) est un village de Slovaquie situé dans la région de Nitra.

## Histoire
Première mention écrite du village en 1275.

## Démographie

### Évolution de la population
| Année:               | 1994. | 2004.   | 2014.   | 2024.   |
| -------------------- | ----- | ------- | ------- | ------- |
| Nombre de personnes: | 777   | 764     | 773     | 759     |
| Différence:          |       | -1,67 % | +1,17 % | -1,81 % |

| Année:               | 2023. | 2024.   |
| -------------------- | ----- | ------- |
| Nombre de personnes: | 762   | 759     |
| Différence:          |       | -0,39 % |